# Paneno

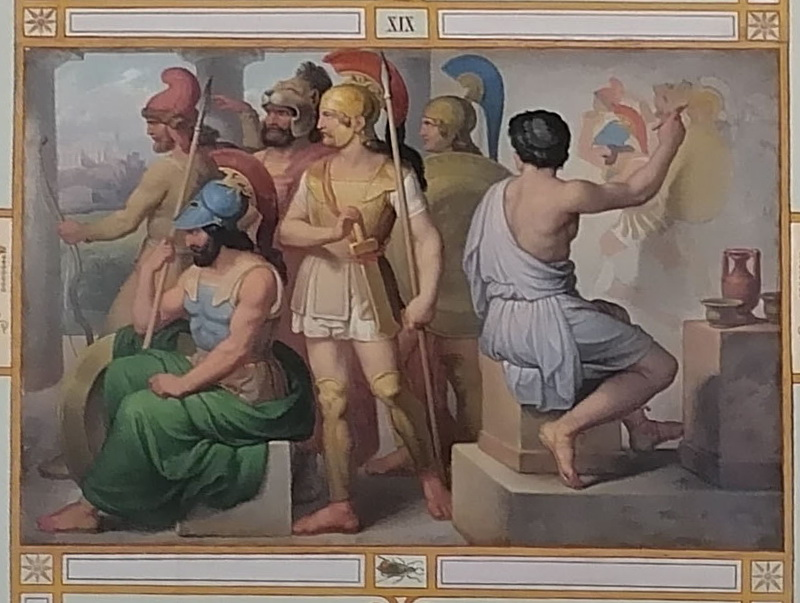
Batalla de Maratón en Estoa Pecile, fresco de Paneno (Hermitage).

Paneno (en griego Πανήνος) fue un pintor ateniense del siglo V a. C.
Según el geógrafo Pausanias y el naturalista Plinio el Viejo, era hermano del escultor Fidias. El también geógrafo griego Estrabón, sostiene que era sobrino y colaborador de este.
Plinio refiere que el hermano de Fidias, Paneno, usando una variedad de colores, pintó en la Estoa Pecile (una columnata pintada en la parte norte del Ágora  de Atenas) una imagen de la batalla de Maratón entre los atenienses y los aqueménidas con tal perfección que supuestamente presentó retratos reales de los generales (estrategas) que comandaron la batalla, Milcíades, Calímaco y Cinegiro en el lado ateniense y Datis y Artafernes en el lado bárbaro. En el mismo lugar, Micón pintó la Amazonomaquia, en la que representó a las amazonas a caballo (estas mujeres "orientales" guerreras eran vistas aquí como el arquetipo de los persas atacando Atenas).
De pie a pie del trono de la estatua de Zeus en Olimpia, obra de Fidias, había cuatro barreras, las cuales, excepto las que se extendían frente a las puertas del templo, todas lucían pinturas de su autoría: Atlas sosteniendo el cielo y la tierra, Heracles junto a este queriendo recibir su peso; Teseo, Pirítoo, Hélade y Salamina, asiendo con la mano el mascarón de proa de un barco. Ayudó en el policromado de la escultura de Zeus, «sobre todo en la pintura de los vestidos». Se le encomendó asimismo la plasmación de dos Hespérides llevando rebaños. Micón y Paneno probablemente tenían un estilo similar al de Polignoto de Tasos. Sin embargo, ambos se inspiraron en el fervor patriótico suscitado por las guerras médicas. Plinio también afirma que decoró la superficie del escudo de la estatua de la diosa Atenea en Elis, realizada por el escultor Colotes.
Plinio también señala que, durante la época de Paneno, se celebraban concursos de pintura en Corinto y Delfos, y que, en su primera vez, cuando compitió con Timagoras de Calcis en los Juegos Píticos, perdió, como lo demuestra un poema (oda) del propio Timágoras. Plinio afirma aquí que las crónicas estaban indudablemente equivocadas.
Refiere Estrabón la siguiente anécdota: Fidias le preguntó en qué se basaría para esculpir la efigie de Zeus. Le respondió que se inspiraría en los siguientes versos de la Ilíada:

Dijo el Cronión y con un signo de sus negras cejas asintió;

ondearon los divinos cabellos en la inmortal cabeza

del soberano y el inmenso Olimpo se estremeció.
Homero, Ilíada I.528-530